# Военновъздушни сили на Република Сръбска
Военновъздушните сили на Република Сръбска са били военновъздушните сили към въоръжените сили на Република Сръбска в периода от 1992 до 2006 година, след което преминават във въоръжените сили на Босна и Херцеговина.
|                 | Изображение | Произход      | Тип                    | Варианти                                 | Брой | Единица  | Разположение                         |
| Ј-21 Ястреб     |             | СФРЮ          |                        |                                          | 11   |          | Все още са използвани някои самолети |
| Ј-22 Орао       |             | СФРЮ          |                        | Ј-22 НЈ-22 ИЈ-22 ИНЈ-22                  | 7    |          | Разполага със седем самолета         |
| Г-4 Супер Галеб |             | СФРЮ          |                        | Г-4 Г-4Ш Г-4Т Г-4М                       | 1    | 27. ЛБАЕ |                                      |
| Утва 75         |             | СФРЮ          |                        | В-53                                     | 2    |          | Разполага с два самолета             |
| Ми-8            |             | Съветски съюз | Транспортен хеликоптер | Ми-8Т                                    | 11   | 728. МХЕ |                                      |
| SA 342 Газела   |             | СФРЮ Франция  |                        | ХО-42/45 ХИ-42 Хера ХН Гама ХН-45 Гама 2 | 22   | 728. МХЕ | Разполага с четири хеликоптера       |

|  | Тази страница частично или изцяло представлява превод на страницата „Ратно ваздухопловство и противваздушна одбрана Војске Републике Српске“ в Уикипедия на сръбски. Оригиналният текст, както и този превод, са защитени от Лиценза „Криейтив Комънс – Признание – Споделяне на споделеното“, а за съдържание, създадено преди юни 2009 година – от Лиценза за свободна документация на ГНУ. Прегледайте историята на редакциите на оригиналната страница, както и на преводната страница, за да видите списъка на съавторите. ВАЖНО: Този шаблон се отнася единствено до авторските права върху съдържанието на статията. Добавянето му не отменя изискването да се посочват конкретни източници на твърденията, които да бъдат благонадеждни. |